# 剣道家一覧
剣道家一覧（けんどうかいちらん）は、剣道で活躍した（活躍中も含む）人の一覧。

## あ
- 岡野薫
- 荒井充
- 安藤戒牛
- 安藤翔
- 井口清
- 石田和外
- 石田健一
- 石田利也
- 石原勝利
- 石原忠美
- 一川格治
- 一川一
- 伊藤雅二
- 伊保清次
- 井上公義
- 井上正孝
- 井上義彦
- 岩佐英範
- 植田一
- 植田平太郎
- 内村良一
- 栄花直輝
- 栄花英幸
- 恵土孝吉
- 大浦芳彦
- 大城戸功
- 大澤規男
- 大島治喜太
- 太田忠徳
- 太田義人
- 大麻勇次
- 小笠原三郎
- 岡憲次郎
- 岡田守弘
- 緒方武
- 奥山京助
- 小川金之助
- 小川忠太郎
- 小川功
- 小城満睦
- 小澤丘
- 大野操一郎
- 大森玄伯
- 大森曹玄
- 奥園国義
- 小沼宏至
- 小野十生

## か
- 風見敏
- 片岡昇（ケン・ケンセイ）
- 加藤七左衛門
- 神尾宗敬
- 川上岑志
- 川木一也
- 川崎善三郎
- 木村篤太郎
- 木和田大起
- 川添哲夫
- 菊川省吾
- 倉澤照彦
- 香田郡秀
- 小澤武
- 小島主
- 小関太郎
- 小平初郎
- 小林英雄
- 小林三留
- 小林盛夫（柳家小さん）
- 小森園正雄
- 近藤利雄

## さ
- 斎村五郎
- 榊原正
- トーマス・サカモト
- 佐川博男
- 桜木哲史
- 佐々木季邦
- 佐藤顕
- 佐藤安治
- 佐藤卯吉
- 佐藤貞雄
- 佐藤毅
- 佐藤忠三
- 佐藤成明
- 佐藤博信
- 佐藤博光
- 作道正夫
- 笹森順造
- 笹森建美
- 重岡曻
- 柴田鐵雄
- 柴田万策
- 島野泰山
- 島野大洋
- 清水保次郎
- 瀬賀隆
- 庄子宗光
- 正代賢司
- 菅原恵三郎
- 鈴木剛
- 角正武

## た
- 田原弘徳
- 大長九郎
- 鷹尾敏文
- 高鍋進
- 高野佐三郎
- 高野茂義
- 高野弘正
- 高野孫二郎
- 高橋赳太郎
- 滝下信夫
- 竹中健太郎
- 竹ノ内佑也
- 谷口安則
- 玉利嘉章
- 近本巧
- 千葉仁
- 辻村祥典
- 鶴丸寿一
- 寺地賢二郎
- 寺地種寿
- 寺地四幸
- 寺本将司
- 戸田忠男

## な
- 内藤高治
- 中尾直勝
- 中倉清
- 中島五郎蔵
- 中野宗助
- 中野八十二
- 中村毅
- 中村太郎
- 中村藤吉
- 中山博道
- 楢崎正彦
- 西川清紀
- 西川源内
- 西善延
- 乳井義博
- 野間恒

## は
- 羽賀準一
- 羽賀忠利
- 羽柴稔惇
- 橋本龍太郎
- 原田源次
- 原田悟
- 原田哲夫
- 東一良
- 東良美
- 古川耕輔
- 古澤庸臣
- 堀田捨次郎
- 堀田徳次郎
- 堀籠敬蔵
- 堀正平
- 堀口清
- 馬場武雄
- 馬場武典
- 馬場勇司
- 馬場英樹
- 畠中宏輔

## ま
- 蒔田実
- 真砂威
- 増田真助
- 松野義慶
- 松本敏夫
- 三島由紀夫
- 三橋秀三
- 宮崎茂三郎
- 宮崎史裕
- 宮崎正裕
- 村山慶佑
- 村山千夏
- 持田盛二
- 望月正房
- 森島健男
- 森田文十郎
- 森田信尊
- 森寅雄
- 門奈正

## や
- 山口正雄
- 山田博徳
- 山根幸恵
- 山本忠次郎
- 湯野正憲
- 吉田一秀
- 吉武六郎
- 好村兼一
- 吉本政美
- 米屋勇一

## わ
- 若生大輔
- 和田晋
- 渡辺敏雄